# Clarion (Pennsylvania)
Clarion település az Amerikai Egyesült Államok Pennsylvania államában, Clarion megyében, melynek megyeszékhelye is. Lakosainak száma 3931 fő (2020. április 1.).

## Népesség
A település népességének változása:

| 2010 | 5 276 |
| 2020 | 3 931 |